# Live! at the Star-Club in Hamburg, Germany; 1962
Live! at the Star-Club in Hamburg, Germany; 1962 (с англ. — «Вживую! в Стар-клубе в Гамбурге, Германия; 1962») — двойной альбом, представляющий выступления группы The Beatles в конце декабря 1962 года в Star-Club (рус. клуб «Звезда») в ходе их последнего приезда в Гамбург до периода всемирной славы и «битломании» (см.). Альбом был издан в 1977 году в двух различных версиях, включающих в общей сложности 30 песен The Beatles.
Выступления были записаны на бытовой катушечный магнитофон, через один микрофон — результатом чего явилось низкое качество записи. Тэд «Кингсайз» Тейлор, вокалист и гитарист ливерпульской группы Kingsize Taylor and the Dominoes, в то время также работавшей в Гамбурге, — прозванный «Королевский размер» за свой рост в 6 футов 5 дюймов — около 195 см), по чьей просьбе и были сделаны эти записи в декабре 1962 года, начал интересоваться, кому можно продать записи, в 1973 году. Плёнки в конечном итоге купил Пол Мёрфи из звукозаписывающей компании Buk Records (создавший затем лейбл Lingasong Records специально для производства и продажи этого альбома), и записи были подвергнуты тщательной обработке для улучшения звука, предшествовавшей выпуску альбома в 1977 году.
Несмотря на то, что низкое качество звучания ограничивает его коммерческую привлекательность, альбом даёт представление о том, как группа играла в период после того, как к ней присоединился Ринго Старр, но до начала битломании. Бывшие участники The Beatles безуспешно пытались блокировать выпуск первого издания альбома; записи многократно переиздавались во многих форматах вплоть до 1998 года, когда The Beatles всё же приобрели исключительные права на них.

## История

### Место действия
(См. также: The Beatles в Гамбурге)
За время своих пяти периодов пребывания в Гамбурге за время с 1960 до 1962 The Beatles наработали опыт работы в выступлениях перед публикой и повысили свою репутацию. Барабанщик Пит Бест присоединился к группе в августе 1960 года для участия в их первой поездке в Гамбург, где они играли 48 ночей в клубе «Индра» (англ. Indra Club), а затем 58 ночей в клубе «Кайзеркеллер» (англ. Kaiserkeller). The Beatles снова приехали в Гамбург в апреле 1961, чтобы играть в течение трёх месяцев в клубе «Топ Тэн» (англ. Top Ten).
Новое место для выступлений в Гамбурге, Star-Club, открылся 13 апреля 1962, и The Beatles играли там по контракту в течение семи недель. The Beatles вновь приезжали в Гамбург в ноябре и декабре 1962 (их четвёртая и пятая поездки туда), для выступлений в Star-Club по договору, подписанному ими за несколько месяцев до того. Но, в отличие от их предыдущих трёх приездов в Гамбург, барабанщиком уже стал Ринго Старр, заменивший Пита Беста в группе в августе 1962. На последние две недели выступлений, начинавшиеся 18 декабря 1962, The Beatles уже не очень хотели приезжать, поскольку начала возрастать их популярность в Великобритании и только что их сингл с песней «Love Me Do» впервые попал в британские чарты.

### Как делалась запись
Фрагменты последних выступлений The Beatles в Гамбурге были записаны менеджером сцены (англ. stage manager) Эдрианом Барбером (англ. Adrian Barber) для Тэда «Kingsize» Тэйлора. Барбер использовал домашний катушечный магнитофон «Grundig» со скоростью записи 3¾ дюйма в секунду (9,5 см/сек), записывал через один микрофон, расположенный на переднем краю сцены. Тэйлор, лидер ливерпульской группы The Dominoes (которая в то же время выступала в этом же клубе), рассказывал, что Джон Леннон словесно передал ему, что группа согласна, чтобы была сделана запись, в обмен на то, что Тэйлор во время их выступления будет обеспечивать им пиво.
Плёнки первоначально были датированы весной 1962 года, в качестве пробы перед подписанием The Beatles в июне 1962 контракта с лейблом Parlophone. Однако аранжировки песен и диалоги в записях указывают на конец декабря 1962 года, и дата записи 31 декабря 1962 (последний день группы в Гамбурге) многократно цитировалась. Позднее исследователи предположили, что запись на плёнках делалась в течение нескольких дней в последнюю неделю декабря; Аллан Уильямс (англ. Allan Williams; агент The Beatles в то время; глава из его книги) вспоминал, что все записи (продолжительностью около трёх часов) были сделаны за три или четыре раза между Рождеством и Новым Годом.
На плёнках записано исполнение The Beatles как минимум 33 различных песен, а также несколько повторов. В альбоме из этих записей было
выпущено 30 песен, только две из них написаны дуэтом Леннон-Маккартни. Прочие являются кавер-версиями, 17 из которых в дальнейшем также исполнялись The Beatles и вошли в их студийные альбомы или в альбом-компиляцию их выступлений на BBC Live at the BBC. Аранжировки песен совпадают с версиями, записанными позднее, хотя менее «изысканные», однако есть несколько случаев явных различий. Например, в песне «Mr. Moonlight» гораздо более быстрый темп, перебивка (брейк, англ. break) в гитарных партиях, а также намеренное изменение в словах, где Леннон поёт, что он на своём «носу» (англ. nose), а не — как в оригинале — на «коленях» (англ. knees). В описании «Roll Over Beethoven» отмечено: «никогда ещё не игралось на более бешеной скорости» (англ. «never taken at a more breakneck pace»).
Оборудование и методика, использованные для записи, привели в результате к тому, что запись получилась исключительно низкого качества. Голоса вокалистов, даже в лучших случаях, звучат «как-то приглушённо и далеко» (англ. somewhat muffled and distant). В нескольких песнях записи звучат настолько нечётко, что в ранних изданиях было неверно указано, кто именно поёт эту песню и какая именно песня исполнялась. Между песнями слышны диалоги The Beatles, в том числе и реплики, адресованные публике (как на английском, так и на немецком), а также между собой. Стиль разговоров непочтительный и временами дерзкий для сценических выступлений — что вскоре изменится под влиянием их менеджера Брайана Эпстайна.

### Попытки продать записи
Тэйлор рассказывал, что он предложил Эпстайну приобрести записи в середине 1960-х, но Эпстайн не оценил их коммерческой привлекательности и предложил Тэйлору только 20 фунтов стерлингов. Тейлор говорил, что он держал плёнки дома, практически забыв о них до 1973 года, когда он всё же решил исследовать возможность продать их. Уильямс ссылается на другой рассказ Тэйлора, о том, что когда Тэйлор вернулся в Ливерпуль, он работал со звукорежиссёром над редактированием записей с мыслью о возможности издать их как альбом. Этот проект так и не был завершён, и звукорежиссёр позже переехал, а плёнки остались среди многого другого имущества в офисе. В 1972 году Уильямс, Тэйлор и звукорежиссёр получили доступ в заброшенный офис и извлекли эти плёнки «из груды щебня на полу» (англ. «from beneath a pile of rubble on the floor»).
Когда о существовании плёнок с записями было впервые публично сообщено в июле 1973 года, Уильямс планировал запросить за них у Apple как минимум 100 тысяч фунтов стерлингов. Уильямс рассказывал, что позднее он встретился с Джорджем Харрисоном и Ринго Старром, чтобы предложить им плёнки за 5 тысяч фунтов, но они отказались, ссылаясь на свои тогдашние финансовые трудности. Тогда Уильямс и Тэйлор объединились с Полом Мёрфи, главой компании Buk Records, чтобы издать записи.

### Издание
Мёрфи в конце концов купил плёнки сам и организовал новую компанию, Lingasong, специально для этого проекта. Он продал права на продажу по всему миру компании Double H Licensing, которая вложила более 100 тысяч долларов в сложную аудиообработку и микширование песен, проделанную под руководством Ларри Гросберга (англ. Larry Grossberg). Порядок следования песен был изменённ, некоторые песни были отредактированы, чтобы обойти дефектные участки на плёнках или «подретушировать» неполноценную запись.
После безуспешных попыток The Beatles блокировать издание записей, альбом Live! at the Star-Club in Hamburg, Germany; 1962, включающий 26 песен, был издан Lingasong. Альбом впервые появился в Германии в апреле 1977 года при сотрудничестве с компанией Bellaphon Records, а через месяц был издан в Великобритании. В версии альбома, выпущенной в США в июне 1977 года (совместно с Atlantic Records), четыре песни были убраны и заменены четырьмя другими, которые также были в числе записанных на плёнках.

### Переиздания
За два последующих десятилетия лицензии на издание записей приобрело несколько компаний, в результате чего вышло несколько изданий альбома с различным набором песен в них. В 1979 году звукозаписывающая компания en:Pickwick Records произвела некоторую дополнительную аудиообработку и
эквализацию песен с версии Lingasong для США, а затем выпустила их как двойной альбом под названием First Live Recordings; в альбом была также включена песня «Hully Gully», исполнение которой ошибочно было приписано The Beatles,, но которая в действительности была исполнена группой «en:Cliff Bennett and the Rebel Rousers», также выступавшей тогда в Star-Club. В 1981 году компания Audio Fidelity Enterprises выпустила в Великобритании Historic Sessions (рус. Исторические сессии звукозаписи) — первый набор синглов со всеми тридцатью песнями, записанными в Star-Club и изданными на разных версиях альбома. Ещё несколько песен с плёнок из Star-Club, остававшихся неизданными, появлялись в бутлег-сборниках The Beatles (см. англ. en:The Beatles bootleg recordings) от года к году.
Выпуск записей на двух CD-дисках гигантом индустрии Sony Music вызвал новый интерес The Beatles (которые были представлены Полом Маккартни, Харрисоном, Старром и Йоко Оно) в юридическом аспекте. Sony также выпустила версию специально для их клуба «Columbia House music club» — но Sony отозвала названия (withdrew the titles) в 1992, поскольку был подан судебный иск (lawsuit was progressing). Выпуск оригинальной версии Lingasong на CD в 1996 вызвало новый судебный иск со стороны The Beatles; процесс завершился в 1998 в пользу The Beatles, которым были предоставлены права на плёнки и исключительные права на их использование. Харрисон появился в суде лично для дачи показаний по делу, и его свидетельство было приведено в качестве важного фактора в решении суда. Харрисон характеризовал утверждение о том, что Леннон дал разрешение Тэйлору на запись, как «бред» (англ. «a load of rubbish») и добавил: «То, что один пьяный записал нескольких других пьяных, — нельзя назвать бизнес-соглашением.» (англ. «One drunken person recording another bunch of drunks does not constitute business deals.»)

## Отзывы
Альбом имел ограниченный коммерческий успех, достигнув в пике 111-го места за 7 недель нахождения в американском чарте альбомов Billboard 200. В оценках альбома часто низкое качество звука уравновешивалось исторической важностью его в понимании первых этапов в деятельности The Beatles. Обозреватель журнала Rolling Stone Джон Свенсон (англ. John Swenson) назвал альбом «плохо записанным, но увлекательным» (англ. poorly recorded but fascinating) и добавлял, что он показывает The Beatles как «сырых, но исключительно мощных» (англ. raw but extremely powerful). Allmusic, комментируя переиздание, писал: «Результаты записи был очень низкокачественными — так что несмотря на дальнейший гигантский успех The Beatles, Тэйлору понадобилось 15 лет, чтобы найти кого-то настолько жадного и бесстыдного, чтобы издать это как альбом». Q Magazine отзывался об альбоме как об «имеющем исторический интерес» и отмечал: «Шоу выглядит как бунт, но звук сам по себе просто ужасен — как чертовски большая вечеринка по соседству». Джордж Харрисон дал оценку записям: «Записи в Star-Club были наиболее мерзкими из всех, сделанными нами под названием The Beatles».

## Список композиций

### Версия Германия/Великобритания
(Bellaphon BLS5560/Lingasong LNL1)
| №  | Название                                  | Автор(ы)                           | Длительность |
| -- | ----------------------------------------- | ---------------------------------- | ------------ |
| 1. | «Introduction / I Saw Her Standing There» | Леннон-Маккартни                   | 0:34 / 2:22  |
| 2. | «Roll Over Beethoven»                     | Чак Берри                          | 2:15         |
| 3. | «Hippy Hippy Shake»                       | Chan Romero                        | 1:42         |
| 4. | «Sweet Little Sixteen»                    | Берри                              | 2:45         |
| 5. | «Lend Me Your Comb»                       | Kay Twomey, Fred Wise, Ben Weisman | 1:44         |
| 6. | «Your Feet's Too Big»                     | Ada Benson, Fred Fisher            | 2:18         |

| №   | Название                         | Автор(ы)                                      | Длительность |
| --- | -------------------------------- | --------------------------------------------- | ------------ |
| 7.  | «Twist and Shout»                | Phil Medley, Bert Russell                     | 2:03         |
| 8.  | «Mr. Moonlight»                  | Рой Ли Джонсон                                | 2:06         |
| 9.  | «A Taste of Honey»               | Bobby Scott, Ric Marlow                       | 1:45         |
| 10. | «Bésame Mucho»                   | Consuelo Velázquez, Sunny Skylar              | 2:36         |
| 11. | «Reminiscing»                    | King Curtis                                   | 1:41         |
| 12. | «Kansas City/Hey, Hey, Hey, Hey» | Джерри Лейбер и Майк Столлер, Ричард Пенниман | 2:09         |

| №   | Название                                        | Автор(ы)                                                   | Примечания                                                                              | Длительность |
| --- | ----------------------------------------------- | ---------------------------------------------------------- | --------------------------------------------------------------------------------------- | ------------ |
| 13. | «Nothin’ Shakin’ (But the Leaves on the Trees)» | Eddie Fontaine, Cirino Colacrai, Diane Lampert, John Gluck |                                                                                         | 1:15         |
| 14. | «To Know Her Is to Love Her»                    | Фил Спектор                                                |                                                                                         | 3:02         |
| 15. | «Little Queenie»                                | Чак Берри                                                  |                                                                                         | 3:51         |
| 16. | «Falling in Love Again (Can't Help It)»         | Frederick Hollander, Sammy Lerner                          |                                                                                         | 1:57         |
| 17. | «Ask Me Why»                                    | Леннон - Маккартни                                         |                                                                                         | 2:26         |
| 18. | «Be-Bop-A-Lula»                                 | Джин Винсент, Билл Дэвис                                   | приглашённый ведущий вокалист — Фред Фэшер (Fred Fascher), официант (waiter) Star-Club. | 2:29         |
| 19. | «Hallelujah I Love Her So»                      | Рэй Чарльз                                                 | приглашённый ведущий вокалист — Хорст Фэшер (Horst Fascher), менеджер Star-Club.        | 2:10         |

| №   | Название                           | Автор(ы)                                           | Примечания | Длительность |
| --- | ---------------------------------- | -------------------------------------------------- | --- | ------------ |
| 20. | «Red Sails in the Sunset»          | Jimmy Kennedy, Hugh Williams                       | | 2:00         |
| 21. | «Everybody's Trying to Be My Baby» | Карл Перкинс                                       | | 2:25         |
| 22. | «Matchbox»                         | Карл Перкинс                                       | | 2:35         |
| 23. | «I’m Talking About You»            | Чак Берри                                          | | 1:48         |
| 24. | «Shimmy Like Kate»                 | Armand Piron, Fred Smith, Cliff Goldsmith          | Основана на аранжировке группы The Olympics' песни «I Wish I Could Shimmy Like My Sister Kate»; иногда идентифицируется неправильно как «Shimmy Shimmy» или «Shimmy Shake» | 2:17         |
| 25. | «Long Tall Sally»                  | Энотрис Джонсон, Robert Blackwell, Ричард Пенниман | | 1:45         |
| 26. | «I Remember You»                   | Джонни Мёрсер, Victor Schertzinger                 | | 1:54         |

### Версия США
(Lingasong/Atlantic LS-2-7001)
В версию США включены все вышеуказанные треки за исключением «I Saw Her Standing There», «Twist and Shout», «Reminiscing» и «Ask Me Why», и заменены четыре песни:
| №   | Название                                                    | Автор(ы)                 | Длительность |
| --- | ----------------------------------------------------------- | ------------------------ | ------------ |
| 1.  | «Introduction/ I’m Gonna Sit Right Down and Cry (Over You)» | Joe Thomas, Howard Biggs | 3:04         |
| 7.  | «Where Have You Been All My Life?»                          | Barry Mann, Cynthia Weil | 1:55         |
| 11. | «Till There Was You»                                        | Meredith Willson         | 1:59         |
| 17. | «Sheila»                                                    | Tommy Roe                | 1:56         |

## Участники записи
- Джордж Харрисон — соло-гитара; harmony и бэк-вокал; ведущий вокал на треках 2, 11, 13, 21, US17.
- Джон Леннон — ритм-гитара; harmony и бэк-вокал; губная гармоника на треке 26; ведущий вокал на треках 4, 5 (совместно), 7, 8, 14, 17, 22, 23, 24, US1, US7.
- Пол Маккартни — бас-гитара; harmony и бэк-вокал; ведущий вокал на треках 1, 3, 5 (совместно), 6, 9, 10, 12, 15, 16, 20, 25, 26, US11.
- Ринго Старр — барабаны.